# Фатиков, Леонид Викторович
Леонид Викторович Фатиков (род. 24 апреля 1968, Уфа) — советский и белорусский хоккеист, вратарь. Заслуженный мастер спорта Республики Беларусь. Функционер, тренер.

## Биография
Воспитанник уфимского СК имени Салавата Юлаева, чемпион СССР и лучший вратарь среди юношей 1984. Финалист 8-й зимней спартакиады народов РСФСР 1985 года и 6-й зимней спартакиады народов СССР 1986 года в составе сборной Башкирской АССР.
В сезоне 1986/87 играл за командк КФК РШВСМ (Минск). В сезоне 1988/89 провёл один матч в первой лиге за СК им. Салавата Юлаева и 10 — за команду второй лиги «Авангард» Уфа. Играл в первой лиге за «Прогресс»-ШВСМ / «Неман» Гродно (1989/90 — 1991/92). Выступал за СТС Санок (Польша, 1992/93), шведские «Брюнес» Евле (высший дивизион) и «Евле» (первый дивизион, 1993/94), «Полимир» Новополоцк (1995/96), польские «Напшуд Янув» Катовице (1995/96) и «Краковия» Краков (1996/97), клубы российской Суперлиги «Динамо-Энергия» Екатеринбург (1997/98), «Молот-Прикамье» Пермь (1998/99 — 1999/2000), «Лада» Тольятти (2000/01), немецкие «Кассель Хаскис» (2001/02) и «Битигхайм-Биссинген» (2002/03).
Вернувшись в Беларусь, выступал за «Неман» (2003/04), «Витебск» (2004/05), «Гомель» (2004/05 — 2005/06, 2007/08), «Динамо» Минск (2005/06 — 2006/07), «Керамин» (2007/08).
Участник юниорского чемпионата Европы 1986 в составе сборной СССР.
В составе сборной Беларуси участник чемпионатов мира 1993 (квалификационный турнир), 1996, 1997, 2000, 2001. Входил в составе сборной Беларуси на Олимпийских играх-2002 (4-е место). Всего в сборной провёл 23 матча.
Чемпион (1996, 2007), серебряный призёр (2006) чемпионата Беларуси. Обладатель (2006), финалист (2007) Кубка Беларуси. Лучший игрок в команде «Восток» первого в истории матча всех звёзд российской Суперлиги (1999).
Играл в любительских турнирах за президентскую команду «Столица» Минск.
Директор (июнь 2010 — октябрь 2014 (2013)), тренер вратарей (2017—2023) «Шахтёра» Солигорск. Тренер вратарей ХК «Лида» (2015—2017). Заместитель генерального директора ХК «Неман» (с 2023).